# المحامية الغريبة يونغ وو
المحامية الغريبة يونغ وو (بالكورية: 이상한 변호사 우영우)؛ هو مسلسل تلفزيوني كوري جنوبي، من بطولة بارك اون بين، كانغ تاي-أوه. عرض على قناة أي إن أ من 29 يونيو إلى 18 أغسطس 2022، وهو متاح على منصة ونتفليكس عالميًا.

## مقدمة
قصة يونغ وو، وهي امرأة تبلغ من العمر 27 عامًا تعاني من اضطراب طيف التوحد، أصبحت محامية في مكتب محاماة كبير، لديها معدل ذكاء عالٍ يصل إلى 164، وذاكرة رائعة، وطريقة استثنائية في التفكير، إلا أنها تفتقر لتعبير العاطفي والمهارات الإجتماعية.

## طاقم

### رئيسي
- بارك اون بين في دور وو يونغ وو[9]

محامية عبقرية جديدة تعاني من طيف التوحد. لديها ذاكرة قوية، بمجرد رؤيتها، لن تُنسى أبدًا. بعد تخرجها من كلية الحقوق، أصبحت محاميًا متدربًا في مكتب محاماة هان بادا تقديراً لدماغه الفذ، لكنها تفتقر للمهارات الاجتماعية وضعف في التعبير عن مشاعرها.
- كانغ تاي-أوه في دور لي جون هو[9]

موظف في هان بادا، وهي شركة محاماة يحبها الجميع. يساعد في مختلف المهام المتعلقة بالتقاضي ويلعب دورًا في تأمين أدلة إضافية في مسرح القضية. بمظهره الدافئ وشخصيته الودودة، يجذب انتباه الجميع.
- كانغ كي-يونغ في دور جونغ ميونغ سوك[9]

محامٍ أول في مكتب هانبادا للمحاماة. كان يعمل بجهد أكثر من أي شخص آخر، أصبح في وقت مبكر محامٍ بارز في شركة محاماة كبيرة. يُعرف بأنه رئيس ذكي ومجتهد.

### دور داعم
- جيون باي-سو في دور وو جوانج هو[9]
- كانغ جي-وون في دور هان سون يونغ[9]

محامية وممثل شركة هانبادا للمحاماة. هي شخص يحاول تدمير تاي سان، الأفضل في عالم المحاماة بالبلاد، وان تجعل هانبادا شركة المحاماة الأولى في لبلاد. إن تدمير تاي سان وسومي وجعل هانبادا شركة المحاماة الأولى ليس مجرد خطة عمل، بل هدف للحياة.
- جين كيونغ في دور تاي سو مي[9]

محامٍي مثالي تتمتع بالثروة والشهرة والأسرة والجمال والمهارات. تفكر دائمًا في الحصول على المزيد، فإنها تطمح إلى مكانة أعلى تتجاوز مكانة تاي سان كرقم واحد.
- جو هيون يونغ في دور دونجورامي[9]

إنها صديقة يونغ وو الوحيدة والمعلمة التي تعلمها افتقاره إلى المهارات الاجتماعية. وهي شخص متألق ورائع. تعمل بدوام جزئي في حانة طبخ صغيرة.
- ها يون كيونغ في دور تشوي سو يون[9]

زميلة يونغ وو في كلية الحقوق سابقا وفي مكتب المحاماة.
- جو جونغ هيوك في دور كوون مين-وو[9]

محامي جديد آخر في مكتب هنبدة للمحاماة. في كلية الحقوق، لديه إحساس مفرط بالمنافسة وغريزة البقاء على قيد الحياة. يعتبر يونغ وو منافس خطيرة بالنسبة له.
- ايم سونغ جاي بدور كيم مين شيك[9]
- لي سانغ هي في دور لي سون يونغ[10]

### ظهور خاص
- ها-يونغ في دور كيم هول-يونغ[11]
- كوو كيو-هوان[12]

## الاستقبال
بدء المسلسل بالعرض الاول بنسبة مشاهدة على الصعيد الوطني 0.9٪. بحلول الحلقة الثالثة ارتفع نسبته 4.0٪ ، حقق رقماً قياسياً كأعلى تقييم في تاريخ شبكة ENA.
كان المسلسل هو العرض لغير الإنجليزي الأكثر مشاهدة على نتفليكس للأسبوع الممتد من 4 إلى 10 يوليو، حيث سجل 23.9 مليون ساعة مشاهدة، واحتل المرتبة الأولى بين المسلسلات التلفزيونية (لغير الإنجليزية) كأكثر مشاهدة في 190 دولة. في الأسبوع الممتد من 18 إلى 24 يوليو، كان ثاني أكثر البرامج غير الإنجليزية مشاهدةً، حيث جمع 55 مليون ساعة مشاهدة. كانت أيضًا أكثر المسلسلات مشاهدة في 8 دول وظهرت في المراكز العشرة الأولى من بين 27 دولة أخرى. عاد المسلسل إلى القمة للأسبوع من 25 إلى 31 يوليو، حقق 65.5 مليون ساعة مشاهدة، وكان العرض الأكثر مشاهدة في 19 دولة، بينما كان ضمن البرامج العشرة الأولى الأكثر مشاهدة في 25 دولة أخرى.

### الجوائز
فاز المسلسل بجوائز بايكسانغ للفنون لافضل مخرج يو ان سيك والجائزة الكبرى للممثلة بارك اون بين.

## المشاهدات
| الموسم | الموسم | رقم الحلقة | رقم الحلقة | رقم الحلقة | رقم الحلقة | رقم الحلقة | رقم الحلقة | رقم الحلقة | رقم الحلقة | رقم الحلقة | رقم الحلقة | رقم الحلقة | رقم الحلقة | رقم الحلقة | رقم الحلقة | رقم الحلقة | رقم الحلقة | المتوسط |
| الموسم | الموسم | 1          | 2          | 3          | 4          | 5          | 6          | 7          | 8          | 9          | 10         | 11         | 12         | 13         | 14         | 15         | 16         | المتوسط |
| ------ | ------ | ---------- | ---------- | ---------- | ---------- | ---------- | ---------- | ---------- | ---------- | ---------- | ---------- | ---------- | ---------- | ---------- | ---------- | ---------- | ---------- | ------- |
|        | 1      | غ/م        | 0.396      | 1.069      | 1.391      | 2.565      | 2.529      | 2.975      | 3.404      | 4.068      | 4.030      | 3.788      | 4.103      | 3.634      | 3.885      | 3.722      | 4.449      | 3.067   |

وفقا لنيلسن كوريا، فقد حقق المسلسل رقماً قياسياً في نسب المشاهدة، حيث قد حققت الحلقة التاسعة من المسلسل متوسط تقييم بنسبة 15.7% بحوالي أكثر من 4 مليون مشاهدة. حققت الحلقة الأخيرة من المسلسل رقما قياسياً جديدا في نسب المشاهدة، حيث سجلت نسبة 17.5% بحوالي 4.4 مليون مشاهدة، ليصبح أنجح المسلسل قصير لهذا العام في كوريا الجنوبية.
| الحلقات | تاريخ البث    | تقييمات (نيلسن كوريا) | تقييمات (نيلسن كوريا) |
| الحلقات | تاريخ البث    | على الصعيد الوطني     | سيئول                 |
| ------- | ------------- | --------------------- | --------------------- |
| 1       | 29 يونيو 2022 | 0.948%                | N/A                   |
| 2       | 30 يونيو 2022 | 1.805%                | 1.987%                |
| 3       | 6 يوليو 2022  | 4.032%                | 4.369%                |
| 4       | 7 يوليو 2022  | 5.190%                | 5.703%                |
| 5       | 13 يوليو 2022 | 9.138%                | 10.297%               |
| 6       | 14 يوليو 2022 | 9.569%                | 10.364%               |
| 7       | 20 يوليو 2022 | 11.690%               | 12.960%               |
| 8       | 21 يوليو 2022 | 13.093%               | 14.970%               |
| 9       | 27 يوليو 2022 | 15.780%               | 18.078%               |
| 10      | 28 يوليو 2022 | 15.157%               | 17.178%               |
| 11      | 3 أغسطس 2022  | 14.173%               | 15.384%               |
| 12      | 4 أغسطس 2022  | 14.937%               | 16.253%               |
| 13      | 10 أغسطس 2022 | 13.515%               | 14.796%               |
| 14      | 11 أغسطس 2022 | 14.646%               | 16.075%               |
| 15      | 17 أغسطس 2022 | 13.779%               | 15.506%               |
| 16      | 18 أغسطس 2022 | 17.534%               | 19.210%               |
| المعدل  | المعدل        | 10.937%               | 12.875%               |

## الموسيقى
| #  | عنوان                               | المدة |
| -- | ----------------------------------- | ----- |
| 1. | "Brave" (용기)                      | 4:22  |
| 2. | "Beyond My Dreams" (상상)           | 3:05  |
| 3. | "Better Than Birthday"              | 3:46  |
| 4. | "Tuning In To You" (기울이면)       | 3:01  |
| 5. | "Inevitable" (안하기가 쉽지 않아요) | 3:51  |

## الإنتاج

### صناعة
المسلسل في البداية من تخطيط وانتاج شركة الإنتاج AStory ، دخلت كي تي إستوديو جاي ني في التخطيط والإنتاج معها، وهي القسم التخطيط وانتاج المحتوى التابع لكي تي. انضمت كذلك شركة نانجمان كرو كفريق إنتاج مساعد. تكلفة إنتاج المسلسل 15 مليار وون، تم استثمارها من قبل ENA بحوالي 70%. ونتفليكس لحقوق العرض الخارجية.

### كتابة واخراج
المسلسل من إخراج يو إن سيك (مخرج قسم الدراما SBS). شارك في إخراج مسلسلات مثل الجراحة بونغ دال-هي (2007)، العملاق (2010)، وأخرج مسلسل انتم محاصرون (2015)، فاجابوند (2019)، وشارك أيضا في إخراج السلسلة الطبية دكتور رومانسي (2016-20). ومن كتابة مون جي-وون التي كتبت الفيلم القانوني شاهد بريء (2018).

## طبعة أخرى
في 6 يوليو 2022، أعلنت شركة AStory أنه سيتم إنتاج نسخة ويبتون للمسلسل، بنفس الاسم. سيتكون من 60 حلقة، سيتولها الرسام جو هوا اوم وكتابته من قبل يوول، وسيكون متاحًا باللغة الكورية والإنجليزية واليابانية والصينية.
في 14 يوليو، أفيد انه سيتم انتاج نسخة للمسلسل في الولايات المتحدة، قيد المناقشة حاليًا.

## روابط خارجية
- الموقع الرسمي
 باللغة الكورية
- المحامية الغريبة يونغ وو على موقع IMDb (الإنجليزية)
- المحامية الغريبة يونغ وو على موقع روتن توميتوز (الإنجليزية)
- المحامية الغريبة يونغ وو على موقع روتن توميتوز (الإنجليزية)
- المحامية الغريبة يونغ وو على موقع نتفليكس (الإنجليزية)
- المحامية الغريبة يونغ وو على موقع فيلمافينيتي (الإسبانية)
- المحامية الغريبة يونغ وو على موقع كينوبويسك (الروسية)
- المحامية الغريبة يونغ وو على موقع ألو سيني (الفرنسية)
- المحامية الغريبة يونغ وو على موقع قاعدة بيانات الفيلم (الإنجليزية)
- المحامية الغريبة يونغ وو على هانسينما